# Mierzęcice
Mierzęcice è un comune rurale polacco del distretto di Będzin, nel voivodato della Slesia.
Ricopre una superficie di 51,27 km² e nel 2004 contava 7 305 abitanti.